# Пунтішень
Пунтішень, Пунтішені (рум. Puntișeni) — село у повіті Васлуй в Румунії. Входить до складу комуни Костешть.
Село розташоване на відстані 261 км на північний схід від Бухареста, 18 км на південь від Васлуя, 76 км на південь від Ясс, 118 км на північ від Галаца.

## Населення
За даними перепису населення 2002 року у селі проживали 346 осіб, з них 345 осіб (99,7%) румунів. Усі жителі села рідною мовою назвали румунську.